# Изогения
Изогения — это морфизм алгебраических групп, являющийся сюръективным и имеющий конечное ядро.
Если группами служат абелевы многообразия, то любой морфизм {\displaystyle f:A\rightarrow B} лежащего в основе алгебраического многообразия, являющегося сюръективным с конечными слоями, автоматически является изогенией, обеспечивая {\displaystyle f(1_{A})=1_{B}}. Такая изогения f даёт гомоморфизм групп между группами k-значных точек многообразий A и B для любого поля k, над которым f определено.
Термины «изогения» и «изогенный» происходят от греческого слова ισογενη-ς, означающего «равный в некотором смысле». Термин «изогения» ввёл Андре Вейль, до этого вместо термина «изогения» использовался запутывающий термин «изоморфизм».

## Случай абелевых многообразий

Изогенные эллиптические кривые к многообразию E можно получить факторизцией E по конечным подгруппам, которые представлены как подгруппы 4-кручения

Для абелевых многообразий, таких как эллиптические кривые, это понятие можно сформулировать следующим образом:
Пусть E1 и E2 — абелевы многообразия одинаковой размерности над полем k. Изогения между E1 и E2 — это плотный морфизм {\displaystyle f:E_{1}\to E_{2}} многообразий, сохраняющий базовые точки (то есть f отображает единицу на E1 и единицу на E2).
Это эквивалентно вышеприведённому понятию, поскольку любой плотный морфизм между двумя абелевыми многообразиями одной и той же размерности является автоматически сюръективным и имеет конечные слои, а если он сохраняет единицы, то он является гомоморфизмом групп.
Два абелевых многообразия E1 и E2 называются изогенными, если существует изогения {\displaystyle E_{1}\to E_{2}}. Это соотношение эквивалентности, симметричное ввиду существования двойственной изогении. Как и выше, любая изогения индуцирует гомоморфизм групп k-значных точек абелевых многообразий.